# EasyBeans
EasyBeans est un conteneur EJB 3.0 léger publié sous licence libre GNU LGPL par le consortium OW2. Il est mis en œuvre par les serveurs d'application JOnAS, Apache Tomcat et Jetty. EasyBeans est également distribué sous forme de bundles[Quoi ?] OSGi fonctionnant avec les passerelles Apache Felix (en), Eclipse Equinox (en) et Knopflerfish (en).

## Description
EasyBeans est intégré comme conteneur EJB dans le serveur d'applications JOnAS certifié Java EE 5